# والتر ماورر
والتر ماورر (بالألمانية: Walter Maurer)‏ (و. 1942  م) هو مصمم، وفنان ألماني، ولد في داخاو.